# Evelien De Vlieger
Evelien De Vlieger (15 juli 1969) is een Belgische schrijfster van kinderboeken.

## Leven
De Vlieger studeerde Germaanse talen en Literatuurwetenschappen in Gent. Ze werkte twaalf jaar lang voor een productiehuis dat reizende tentoonstellingen en spelkoffers voor kinderen maakt. Sinds 2005 gaat al haar tijd naar haar drie kinderen en naar schrijven, naar koken en hardlopen.

## Werk
De Vlieger debuteerde in 1997 met het informatieve boek Lekker brood. Er volgden andere informatieve boeken over onder meer groente, gif, eerlijke handel en politiek. Fictie begon ze te schrijven nadat ze in 1999 met een vriendin, Iris Beeckman, meedoet aan een illustratorenwedstrijd. Ze maakten het prentenboek Reuzeneuz en Zobie, dat de wedstrijd niet won maar wel werd uitgegeven. Sindsdien schrijft De Vlieger behalve prentenboeken ook informatieve boeken, verhalen voor kinderen, boeken voor eerste lezers en jeugdromans.
De Vlieger schrijft vooral realistische verhalen die in het hier en nu spelen. Zo is Mijn oma is van peperkoek een verhalenbundel over bijzondere grootouders. In Hoe maak ik tijd en Hoe maak ik een vriend laat ze de jongen Felix op een speelse manier uitzoeken wat vriendschap en tijd betekenen.
In haar jeugdromans voert ze psychologisch sterk uitwerkte personages op, die moeilijke situaties moeten overwinnen. De 16-jarige Heide in Brei met mij doet dat bijvoorbeeld door met haar babybroertje weg te lopen van haar onverantwoordelijke moeder. Jakob in De bovenkamer van Jakob krijgt het dan weer lastig wanneer hij met zijn moeder op het terrein van een psychiatrische kliniek gaat wonen.
Job en de duif, haar eerste boek voor beginnende lezers, is een experiment voor haar geweest. Omdat ze merkt dat kinderen eerste leesboekjes vaak saai vinden, is Job en de duif een dik avonturenboek geworden. Ze wil dat kinderen er zo veel plezier aan beleven dat ze de technische kant van lezen vergeten. Haar aanpak heeft succes en Job en de duif kent ondertussen een vervolg.
De Vlieger is ook werkzaam als vertaler. 

## Bekroningen
- 2025 - De Boon publieksprijs voor kinder- en jeugdliteratuur voor Het grote kippenboek
- 2011 - Boekenwelp voor Job en de duif[1]